# Graniczna Placówka Kontrolna Darłowo
Graniczna Placówka Kontrolna Darłowo – zlikwidowany pododdział Wojsk Ochrony Pogranicza wykonujący kontrolę graniczną osób i środków pływających bezpośrednio w przejściu granicznym na granicy w morskim przejściu granicznym w Darłowie.

Graniczna Placówka Kontrolna Straży Granicznej w Darłowie – zlikwidowana graniczna jednostka organizacyjna polskiej straży granicznej wykonująca kontrolę graniczną osób i środków pływających bezpośrednio w przejściu granicznym na granicy w morskim przejściu granicznym w Darłowie.

## Formowanie i zmiany organizacyjne
Od 1946 roku Przejściowy Punkt Kontrolny w Darłowie (PPK w Darłowie) – morski, wszedł w skład 4. Bałtyckiego Oddziału Wojsk Ochrony Pogranicza.
Od 1949 roku Graniczna Placówka Kontrolna w Darłowie (GPK w Darłowie) wchodziła w skład 12. Brygady Ochrony Pogranicza.
Od 1950 roku jako Morska Graniczna Placówka Kontrolna w Darłowie (MGPK w Darłowie) działała w strukturach 15. Brygady Wojsk Ochrony Pogranicza.
Od 1958 roku Graniczna Placówka Kontrolna Darłowo (GPK Darłowo) funkcjonowała w strukturach 15. Bałtyckiej Brygady Wojsk Ochrony Pogranicza.
Jesienią 1965 roku graniczna placówka kontrolna weszła w podporządkowanie Komendy wojewódzkiej Milicji Obywatelskiej.
Graniczna Placówka Kontrolna Darłowo do marca 1990 roku była w strukturach Bałtyckiej Brygady Wojsk Ochrony Pogranicza, a od kwietnia utworzonego Bałtyckiego Oddziału Wojsk Ochrony Pogranicza, do 15 maja 1991 roku.
Straż Graniczna:

16 maja 1991 roku, po rozwiązaniu Wojsk Ochrony Pogranicza Graniczna, Placówka Kontrolna Darłowo została przejęta przez nowo sformowaną Straż Graniczną i weszła w podporządkowanie Bałtyckiego Oddziału Straży Granicznej w Koszalinie i przyjęła nazwę Graniczna Placówka Kontrolna Straży Granicznej w Darłowie.
W wyniku zmian nadmorskich struktur Straży Granicznej, zgodnie z zarządzeniem Komendanta Głównego SG, od 2 czerwca 1992 roku Graniczna Placówka Kontrolna SG w Darłowie przeszła w podporządkowanie Morskiego Oddziału Straży Granicznej (MOSG) .
Graniczna Placówka Kontrolna SG w Darłowie z dniem 1 stycznia 2000 roku została zniesiona, a jej zadania w morskim przejściu granicznym Darłowo przejęła nowo utworzona Strażnica SG w Darłowie .

## Dowódcy/komendanci granicznej placówki kontrolnej
- mjr Stanisław Kowalski[6] (20.08.1982–01.05.1990)[7]

Komendanci GPK SG:
- mjr SG Ryszard Tomaszewski (od 1991)[8]
- mjr Kazimierz Pławski[9].